# Requiem (Gedichtzyklus)

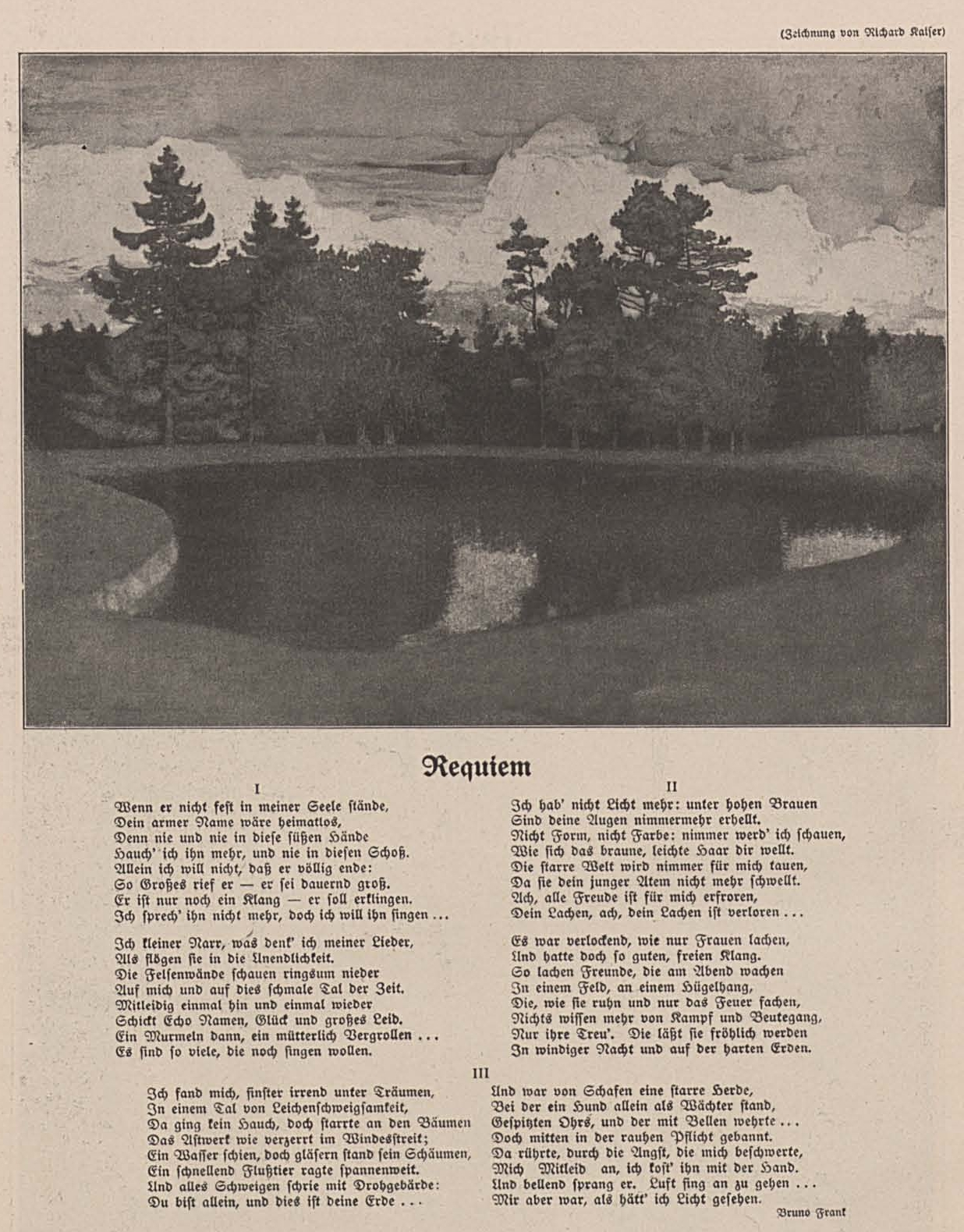
„Requiem“, auszugsweiser Vorabdruck im „Simplicissimus“ vom 10. Februar 1913. Illustration: Richard Kaiser (1868–1941).

Der Gedichtzyklus Requiem ist eine Trauerklage von Bruno Frank über den Tod seiner geliebten Freundin Emma Ley.
Bruno Franks „künstlerisch reifstes und schönstes Gedicht“, das aus 29 Stanzen in 14 Einzelgedichten besteht, erschien 1912 und 1913 auszugsweise als Vorabdruck im „Simplicissimus“ und 1913 als Buch im Verlag Albert Langen in München.

## Inhalt
Die Totenklage, die Bruno Frank in der strengen klassischen Stanzenform „zelebriert“, ist ein Denkmal der Erinnerung, der Liebe und der Trauer. „Das lyrische Ich hält Zwiesprache mit der Toten, beklagt ihren Verlust und versucht ein Leben ohne sie zu entwerfen. Charakteristisch für die vollkommene Trostlosigkeit des Klagenden ist die mangelnde Hoffnung auf zukünftige Vereinigung im Jenseits. Der Tod ist keine Erlösung, weil er die endgültige Trennung der Liebenden besiegelt.“
Die Tabelle skizziert den Inhalt der 14 Einzelgedichte, aus denen das „Requiem“ besteht.
| Gedicht | Stanze | Inhalt |
| ------- | ------ | --- |
| 1       | 1      | Erscheinung der Freundin Die „Abgeschiedne“ erscheint dem Trauernden zur Nachtzeit. |
| 2       | 2-3    | Zwiesprache mit dem Tod Der Liebende sah den „Dunklen“ seiner Freundin winken, doch er schenkte der Drohung keinen Glauben. Nun, da sie tot ist, würde er ihr gerne folgen, wenn er an ein Leben nach dem Tode glauben könnte, aber „besser ist’s, von wachen Schmerzen brennen, als ihr zur Seite ruhn und sie nicht kennen.“                                                                     |
| 3       | 4-5    | Die Qualen der Nacht Des Nachts, wenn das Dunkel „aus gehöhlten Augen auf mich schaut“, trachtet sein Herz, sich „hoffend“ zu „betören“, „als dürfte solch ein Schmerz nicht sinnlos wühlen“, als könnte „der dumpfe Sturm von irrenden Gefühlen … sich formen zu der einzigen Gestalt!“ Aber er muss erkennen: „Kein Ding, das ohne Wirkung steig und falle. Aber ein Herz ist weniger als alle.“ |
| 4       | 6-7    | Keinen Trost kannst Du mehr spenden Einst spendete die Freundin Trost, wenn auch Lappalien nur ihn quälten, „heute braucht ich Trost aus Deinen Händen. Und eben heute kannst Du ihn nicht spenden.“ |
| 5       | 8-9    | Nie werde ich Dich wiedersehen Nie wieder wird er ihre Augen schauen, „das leichte, braune Haar“, nie wieder ihren „jungen Atem“ spüren: „Ach, alle Freude ist für mich erfroren, dein Lachen, ach, Dein Lachen ist verloren!“ |
| 6       | 10-12  | Warum nur, warum? Er denkt zurück an der geliebten Freundin freies, ungebundenes Wesen, sie war „so stark und auserlesen“: „unsterblich schienst Du mir“. Er fragt sie: „Ist die Gestalt der höchsten Liebe Trauer?“ Sein „wundes Herz“, es hängt an ihrem „unerschloßnen Munde“, „und weint, nach einem Grunde“.                                                                                  |
| 7       | 13-14  | Selbst meine Lieder werden bald verhallen Nie mehr wird er ihren Namen hauchen: „Ich sprech ihn nicht mehr, doch ich will ihn singen“. Allein, er weiß, auch seine Lieder werden bald verklingen. |
| 8       | 15     | Erscheinung der Freundin Mit jedem neuen Tag erblickt er die „dämmernde Erscheinung, kaum umrissen“. „Jung ist der Tag“, doch „jeder Schritt wird mich ins Nichts geleiten.“ |
| 9       | 16-18  | Nie mehr wirst Du mein Spiegel sein Die Zeit rückt unaufhaltsam weiter. Dem Einsamen „fehlt nun die Milde zärtlichen Gerichts“ als Spiegel seiner selbst. „Wert und Würde“, die er erstrebte, „sind jetzt Gespenster, die mein Herz nicht kennt“. Und ewig bleibt die Frage: „Hast Du mich wirklich ganz allein gelassen?“                                                                         |
| 10      | 19-20  | Das Leben kehrt nicht wieder Ein Habicht stößt herab, „der lebt nun, fiel mir ein, und hat ein Heute“. Kann eine Welt, „die so das Leben hinstreut, schenkt und raubt“, nicht der Geliebten ein zweites Leben schenken? |
| 11      | 21-22  | Der Tod ist ungerecht Der Verlust der Geliebten stürzt den Überlebenden in Armut und Einsamkeit, aber noch lebt er! Die Geliebte jedoch hat alles verloren: „Es ist nicht recht. Ich sollte nicht mehr leben.“ |
| 12      | 23-25  | Innere Einkehr Sein Leben floss bisher als „ewiger Strom im Kreise“. Er war „sich selbst genug“, und nun erblickt er „eine Welt von Not und Tod“. Kein Trost ist ihm „die leere Dauer, die im Dunkeln flutet.“ |
| 13      | 26-27  | Die Erinnerung verweht Seine Stimme, die den „holden Namen“ rief, ist fast verstummt, die vielgeküssten Briefe blassen, ihr seidnes Haartuch strahlt kein Leben mehr: „Was hab ich noch, was läßt sich mir noch rauben?“ |
| 14      | 28-29  | Licht am Horizont Und doch, trotz „Leichenschweigsamkeit“, ringsum regt sich das Leben, und alles Schweigen schreit: „Du bist allein, und dies ist deine Erde!“ Ein einsamer Hirtenhund, den er liebkost, springt auf und bellt, und: „Mir aber war, als hätt ich Licht gesehen.“ |

## Form
Der Zyklus des „Requiem“ setzt sich aus 14 Einzelgedichten mit je ein bis drei Strophen zusammen, die als Stanzen ausgebildet sind. Die acht jambischen Verszeilen einer Stanze bestehen aus fünf Hebungen und enden abwechselnd auf eine zusätzliche Senkung bzw. auf die fünfte Hebung. Beispiel (Stanze 1):
| Du darfst nun, Liebste, freier Dich bewegen, |
| Dich Abgeschiedne bindet Sitte nicht.        |
Nach dem feststehenden Reimschema [abababcc] folgt in einer Strophe einem dreifachen Kreuzreim ababab ein abschließender Paarreim cc. Beispiel (Stanze 1):
| Du darfst nun, Liebste, freier Dich bewegen,   | a |
| Dich Abgeschiedne bindet Sitte nicht.          | b |
| Du trittst mir Nachts aus meiner Tür entgegen, | a |
| Mit einem kleinen Licht ins Sternenlicht,      | b |
| Im leichten Wind seh ich Dein Haar sich regen, | a |
| Im Schein und Lächeln regt sich Dein Gesicht … | b |
| Entwichene Figur. Gelöschte Kerze.             | c |
| Eintret ich in mein Haus, in Todesschwärze.    | c |
Bruno Frank zwang sich, seine Trauergedanken in die feste Form der Stanze zu gießen. Die Unterordnung unter die strenge Disziplin, die ihr rigider Aufbau erfordert, bewahrte ihn davor, sich seiner Trauer hemmungslos hinzugeben. Auch Thomas Mann sah den engen Zusammenhang zwischen Form und Inhalt: „Es ist hier eine Wundheit des einfachen Gedankens, eine durchdringende Trostlosigkeit des Gefühls, die durch die Ruhe, Luzidität und Regelmäßigkeit der Form, in die sie sich rettet, an der sie sich hält, nicht distanziert, vielmehr fast unerhört nahe gebracht wird.“

## Entstehung

### Alice Oberfoell
Im März 1909 war der zweiundzwanzigjährige Bruno Frank, „nach mancher Affäre“, mit der fast gleich alten Alice „Lisa“ Oberfoell (1886–1911) „eine dauerhafte Beziehung eingegangen“. Er zog mit ihr zusammen und bemühte sich, Ordnung in sein Leben zu bringen. Im Frühsommer überstand Lisa eine schwere Erkrankung. Im Jahr darauf unternahm Bruno Frank, um sein Rheuma zu kurieren, mit Lisa eine Reise nach Italien und in den Kurort Bad Schandau in der Sächsischen Schweiz. Die Beziehung zerbrach nach anderthalb Jahren, und Lisa ging nach Berlin, um dort zu studieren. Mitte 1911 teilte Bruno Frank einem Freund mit, Lisa sei gestorben, und „obwohl sie ihn zuletzt nicht gut behandelt habe und sie sich lange nicht mehr gesehen hätten, habe er doch nicht aufgehört, sie zu lieben“.

### Emma Ley

Waldsanatorium Davos-Platz 1912.

Im zweiten Halbjahr 1911 verliebte sich Bruno Frank in die gleich alte lungenkranke Amerikanerin Emma Ley (1887–1912). Sie war die jüngste Tochter deutschstämmiger Eltern und befand sich mit ihrer verwitweten Mutter Martha Ley geb. Hallenstein auf einer Europareise.
Im Dezember 1911 reiste Bruno Frank überstürzt nach Davos, wo seine Freundin sich einer lebensgefährlichen Operation unterziehen musste. Thomas Manns Frau Katia brach am 10. März 1912 ebenfalls zu einem Kuraufenthalt nach Davos auf. Sie wohnte im Waldsanatorium Professor Jessen in Davos-Platz, wo auch Emma Ley untergebracht war.
Der genaue Ablauf von Emma Leys letzten Lebenswochen ist ungeklärt. Nach Günther Schwarberg kam Bruno Frank, ein Freund der Familie, jeden Tag zu Katia Mann, „um zu weinen, ganz wie ein kleiner Junge“. Seine Freundin starb im Alter von vierundzwanzig Jahren am 18. April 1912. Der verzweifelte Bruno Frank blieb (nach Schwarberg) in Davos, „bis Thomas Mann kam. Am 8. Juni 1912 stand er ein letztes Mal in der Gästeliste des Hotel Montana. Dann reiste er nach Paris und schrieb dort das Buch seiner Trauer.“ Bruno Franks Biograph Sascha Kirchner schreibt: „Es heißt, er habe sich ein weiteres Mal in Davos aufgehalten, als Katia Mann dort im März 1912 zur Kurierung ihres Lungenspitzenkatarrhs eintraf“; am 26. April 1912 habe er sich bereits vier Wochen in Paris befunden.
Nicht nur in Bruno Franks „Requiem“ fand Emma Leys Tod einen literarischen Niederschlag. Thomas Mann, der durch seine Frau Katia und durch Bruno Frank mit den Umständen von Emma Leys Tod vertraut war, gedachte ihrer in einer Randnotiz in seinem Roman „Der Zauberberg“. Sein Protagonist Hans Castorp bezieht „jenes Zimmer Nr. 34 des Sanatoriums »Berghof«, in dem »vorgestern« eine Amerikanerin gestorben sei, wie ihm sein Vetter Joachim Ziemßen berichtet“.

### Trauerbewältigung
„Der Tod einer zweiten geliebten Frau innerhalb eines Jahres hatte ihm die Welt verdunkelt“, schreibt Bruno Franks Biograph Sascha Kirchner. Seine Trauer um die beiden verstorbenen Freundinnen schlug sich in Gedichten nieder, die im Frühsommer 1912 in seiner dritten Gedichtsammlung „Die Schatten der Dinge“ erschienen: „Krankenwache“, „Kein Trost“, „Das Kleiderbuch“ und „Der Hammerschlag“. Sie schildern Bruno Franks verzweifelte Hilflosigkeit am Lager der Kranken, seine Trostlosigkeit nach ihrem Hinscheiden, die schmerzvolle Erinnerung an die geliebte Freundin und den grauenvollen Abschied im Angesicht des Grabes. Den stärksten Widerhall fand Bruno Franks Trauer in der „schwermütigen Totenklage“ des Gedichtzyklus „Requiem“, der die Widmung „Emma Ley zum Gedächtnis“ trug.

## Drucklegung

Anzeige für Bruno Franks „Requiem“ im Simplicissimus vom 15. Dezember 1913.

Vor der Drucklegung des zwischen April und September 1912 fertiggestellten Zyklus erschienen 1912 und 1913 Auszüge im „Simplicissimus“ (siehe #Vorabdrucke):
- 9. September 1912: „Die Erscheinung“ (Stanze 1). Mit einer Zeichnung von Alphons Woelfle (1884–1851).
- 10. Februar 1913: „Requiem I“ (Stanze 13-14), „Requiem II“ (Stanze 8-9), „Requiem III“ (Stanze 28-29). Mit einer Zeichnung von Richard Kaiser (1868–1941) (siehe Titelbild).
- 15. September 1913: „Vor Abend“ (Stanze 4-5).
- 29. September 1913: „Einkehr“ (Stanze 24-26).

Erst im Dezember 1913 erschien der Zyklus als bibliophiler Druck in „einer einmaligen Ausgabe“ von zweihundert nummerierten Exemplaren bei dem Verlag Albert Langen in München. Die luxuriöse Ausstattung des Werks wurde am 15. Dezember 1913 im „Simplicissimus“ in einer Anzeige angepriesen (siehe Abbildung).
Thomas Mann, der dem jungen Autor freundschaftlich verbunden war, lobte die gelungene Übereinstimmung von Inhalt und äußerem Erscheinungsbild:
„Mit der Publikation des »Requiem« von Bruno Frank versucht sich der Langen’sche Verlag zum ersten Male auf dem Gebiete des Bibliophilendrucks, – sehr glücklich, wie mir scheint, besonders da er Sorgfalt und Pracht an einen Gegenstand wendet, der solchen Aufwands würdig ist und sich seines menschlich-ernsten, fast privaten Charakters halber für eine so exklusive Form der Veröffentlichung vorzüglich eignet.“
Naturgemäß erreichte die auf 200 Exemplare begrenzte und zudem teure Erstausgabe keine große Leserschaft. Man kann daher annehmen, dass erst mit der Herausgabe der beiden Gedichtbände von 1916 und 1919 bzw. des Auswahlbands von 1937, die alle drei das „Requiem“ enthielten, Bruno Franks Trauerzyklus breiter bekannt wurde.

## Rezeption
Bruno Franks lyrisches Werk ist fast ganz vergessen. Von 1905 bis 1919 brachte er sieben Gedichtbände heraus mit etwa 300 Gedichten, die meist wohlwollende Beachtung fanden. Nach seinem Selbstbekenntnis ziemlich altmodisch in seinem ethischen und literarischen Geschmack, hob er sich deutlich ab von der fortschrittlichen Lyrik seiner Zeit. Dies mag ein Grund dafür sein, dass sie keinen dauerhaften Nachhall fand. Sein Zyklus „Requiem“ nimmt in Bruno Franks lyrischem Werk jedoch eine Sonderstellung ein. Die zeitgenössische Kritik lobte die „tiefe Ergriffenheit“ und die „lebendige Schönheit“ seiner Trauerklage.
Die erste Rezension des „Requiem“ war ein „Gefälligkeitsdienst“, den Thomas Mann seinem jungen Schriftstellerkollegen erwies. Dieser hatte sich dem älteren, hochverehrten und berühmten Schriftsteller erstmals 1910 genähert, und im Laufe der Zeit entstand zwischen beiden eine Freundschaft, die bis zu Bruno Franks Tod im Jahr 1945 anhielt. Thomas Manns Besprechung sollte in der Dezemberausgabe der Zeitschrift „Der Zwiebelfisch“ zeitgleich mit einer Anzeige im „Simplicissimus“ (siehe #Drucklegung) erscheinen, konnte zu Bruno Franks Ärger aber erst im März 1914 in die Zeitschrift eingerückt werden. Thomas Mann urteilte über das Werk seines jungen Freundes:
„Das Buch ist dem Gedächtnis einer geliebten Toten gewidmet und enthält Gedichte, Stanzen, edel gebundene Klagen, aus tiefer Ergriffenheit kommend und den Leser zuweilen mit der äußersten Unmittelbarkeit, wie wirkliches, eigenes Weh ergreifend. In Wahrheit, ich erinnere mich kaum, lyrisch vermitteltes Lebens- und Sterbensleid so in der Kehle gespürt zu haben wie beim Lesen dieser Strophen – und zwar unfehlbar bei wiederholtem Lesen immer aufs neue.“
Der Philosoph Martin Havenstein (1871–1945) befand 1914, wenige Monate nach dem Erscheinen des „Requiem“:
„… den allein Gelassenen, der schon von Natur zur Melancholie neigt, umschattet nun die finsterste Schwermut. Seiner grüblerischen Anlage gemäß spricht sich der Schmerz, als er sich löst, in Reflexionen aus. Ihm wachsen auf dem Grabe der Liebe die Nachtblumen der Erkenntnis, und er pflückt sie und windet sie kunstvoll zusammen zum Kranze schmerzlich duftender, dunkel prächtiger Stanzen.“
In einem Überblick über zeitgenössische „Münchener Autoren“ bespricht 1917 der Schriftsteller Richard Rieß (1890–1931) auch Bruno Franks Gedichtband „Requiem. Gedichte“ von 1916:
„Mit einem lyrischen Buche von großer künstlerischer Bedeutung erfreute uns Bruno Frank, dessen »Requiem« bei Erich Reiß in Berlin erschien. Frank zeigt auch als Lyriker jene Kultur der Empfindung und des sprachlichen Ausdrucks, die ihn als Novellisten auszeichnen. Seine Strophen, zumal die Stanzen des Requiems, sind von klassischer Formschönheit, sie erreichen die Reinheit der Platenschen Versgebilde, sind aber in ihrem Gefühlsinhalte wärmer und inniger.“
Der Theaterkritiker Julius Bab bezeichnete das „Requiem“ 1918 in der „Schaubühne“ als Bruno Franks „künstlerisch reifstes und schönstes Gedicht“:
„Die edle Sprache dieser Klage ist aus der Kultur des alten Goethe, aus den fehllos klaren Schmerzenslauten der Marienbader Elegie etwa, entwachsen; Franks auch in letzter Erschütterung leidvoll gehaltenes, nie titanisch aufbegehrendes Gemüt hat auch hier keine durchaus neuen Waffen geschmiedet: aber es heißt schon etwas, die Rüstung des Riesen mit so hohem Anstand tragen können.“
Der Kritiker und Dichter Oskar Loerke war im Gegensatz zu Bruno Frank ein Vertreter der fortschrittlichen literarischen Strömungen seiner Zeit. In der „Neuen Rundschau“ rügte er 1918 Bruno Franks Beharrung in der Tradition: „Er dichtet den Krieg von 1914 so, als lebte er 1814“, bemerkte jedoch:
„Wo ihm jedoch wie im »Requiem« eine innere Gewalt zu Worten und Strophen wird, wandelt sich ein quälendes Weh in lebendige Schönheit.“

## Ausgaben

Requiem. Gedichte, 1916.

### Erstausgabe
- Requiem. München : Langen, 1913.

### Andere Ausgaben
- Requiem. Gedichte. Berlin : Reiss, 1916, Seite 7–24. – Nachdruck des „Requiem“ und 25 meist neue Gedichte.
- Die Kelter. Ausgewählte Gedichte. München : Musarion, 1919, Seite 123–138.
- Aus vielen Jahren. Amsterdam: Querido Verlag, 1937, Seite 392–399.

### Vorabdrucke
- Die Erscheinung (Stanze 1). In: Simplicissimus, 17. Jahrgang, Heft 24, 9. September 1912, Seite 375.
- Requiem (Stanze 13-14, 8-9, 28-29). In: Simplicissimus, 17. Jahrgang, Heft 46, 10. Februar 1913.
- Vor Abend (Stanze 4-5). In: Simplicissimus, 18. Jahrgang, Heft 25, 15. September 1913, Seite 403.
- Einkehr (Stanze 24-26). In: Simplicissimus, 18. Jahrgang, Heft 27, 29. September 1913, Seite 436.

### Allgemein
- Julius Bab: Bruno Frank. In: Die Weltbühne, 14. Jahrgang, 1. Halbjahr 1918, Nummer 18, 2. Mai, Seite 412–416.
- Julius Bab: Deutsche Kriegslyrik von heute IX. In: Das literarische Echo, 20. Jahrgang, 1918, Heft 8, 15. Januar 1918, Spalte 450, 459.
- Martin Havenstein: Bruno Frank. Requiem. [Rezension]. In: Preußische Jahrbücher, Band 156, April bis Juni 1914, Seite 546–547.
- Bruno Frank#Kirchner 2009, Seite 56–58, 84, 88, 351, 386, 389.
- Oskar Loerke: Neue Lyrik. Problematisches der Form. In: Die Neue Rundschau, 29. Jahrgang der freien Bühne, 1918, Band 1, Seite 268–269. – Rezension von Bruno Frank#Frank 1912.1 und Bruno Frank#Frank 1916.3.
- Oskar Loerke; Hermann Kasack (Herausgeber): Der Bücherkarren: Besprechungen im Berliner Börsen-Courier 1920 – 1928. Heidelberg 1965, Seite 16–17.
- Thomas Mann: Bruno Franks „Requiem“. In: Thomas Mann: Rede und Antwort. Über eigene Werke. Huldigungen und Kränze: Über Freunde, Weggefährten und Zeitgenossen. Nachwort von Helmut Koopmann. Frankfurt am Main 1984, Seite 365–367.
- Kurt Martens: Bruno Frank. In: Die deutsche Literatur unserer Zeit in Charakteristiken und Proben. München 1922, Seite 221–222.
- Richard Rieß: Münchener Autoren. [Bruno Frank. Requiem]. In: März. Eine Wochenschrift,  11. Jahrgang, Band 3, 1917, Seite 902–904, hier 903-904.
- Günther Schwarberg: Es war einmal ein Zauberberg : Thomas Mann in Davos – eine Spurensuche. Göttingen 2001, Seite 44–47.